# 古斯塔夫·馮·卡爾
古斯塔夫·馮·卡爾（德語：Gustav Ritter von Kahr，1862年11月29日—1934年6月30日），騎士，德國右翼政治人物，活躍於巴伐利亞，他將巴伐利亞打造成一戰後德國激進民族主義運動的中心，卻在1923年鎮壓了希特勒發動的「啤酒館政變」，此事使他在納粹掌權後於1934年的「長刀之夜」中遇害。

## 生平

### 早年
卡爾出生於巴伐利亞的魏森堡，在從政之前曾擔任律師，也曾為巴伐利亞的統治者，維特爾斯巴赫家族服務，因此受封騎士（Ritter）頭銜。在政治上，卡爾屬於保皇派，儘管他信奉新教，但也與天主教的巴伐利亞人民黨（BVP）有聯繫，然而他始終未曾加入任何一方。
1917年，卡爾成為上巴伐利亞區的行政長官，儘管德國的君主制在1918年11月之後終結，他仍繼續在新政府中擔任原職；其目的相當簡單：他想在亂局中維護中上階級的利益。為了達成他的目標，卡爾建議成立民防部隊，但並未獲得邦總理约翰内斯·霍夫曼的准許。但到1919年4月，巴伐利亞蘇維埃共和國成立，卡爾、霍夫曼等政府高層撤往班貝格，並號召了志願軍支持他們對抗、擊敗了巴伐利亞蘇維埃共和國；而這批志願軍往後也成為了自由軍團的一支。
當巴伐利亞蘇維埃在5月初被鎮壓時，卡爾見到數百平民被自由軍團成員殺害，便開始研究巴伐利亞的準軍事組織；慕尼黑政府的高層則希望保留這支武力，但更希望排除他的們缺陷──太暴力、太小、太不受控制，隨後的公民衛隊（Einwohnerwehr）便是為了取代自由軍團而成立。

### 巴伐利亞邦總理
1920年3月，卡爾接替退休的霍夫曼成為巴伐利亞邦總理，但他隨即面臨了卡普政變的嚴峻挑戰；巴伐利亞人民黨仍陷於1919年布爾什維克暴動的陰影中，雖然社會民主黨的霍夫曼藉由普魯士與符騰堡的共和派軍隊支持，壓制了布爾什維克，但多數的自由派、君主派、保守派都想進一步確認布爾什維克不會死灰復燃。
3月13日，爆發於柏林的卡普政變給出了明確的政治信號，巴伐利亞的軍方將親近左派的政府閣員趕出了辦公室，並組成了以卡爾為首的新內閣，反動保守派也被納入其中，取得了更大的影響力，也獲得普魯士資本家資助的巴伐利亞自由派報刊聲援。卡爾政府將巴伐利亞變成了一個「秩序的監獄」（Ordnungszelle），右派組織得到發展空間；他甚至支持巴伐利亞的分離主義者。但當威瑪政府通過了約束極右派的法案後，卡爾於1921年9月21日宣布辭職。

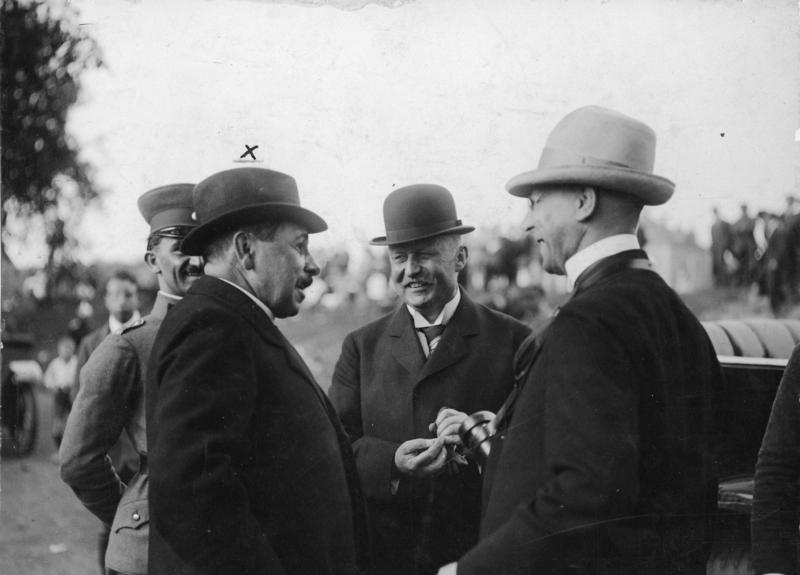
卡爾（左）與魯登道夫（中），攝於1921年。

### 邦務委員
到1923年9月26日，在歷經了一段充滿暗殺與暴力的亂局後，巴伐利亞邦總理克尼林（Eugen von Knilling）宣布戒嚴；同時重新起用卡爾擔任邦務委員（Staatskomissar），賦予他近乎獨裁的大權。卡爾也與邦警察局長塞瑟爾（Hans Ritter von Seisser）上校、陸軍第七軍區（巴伐利亞）指揮官洛索（Otto von Lossow）少將組成了三人執政團。
在1923年，許多極右派團體試圖模仿墨索里尼的「進軍羅馬」，展開「進軍柏林」的行動，其中受到矚目的即是具有名將魯登道夫背書的納粹黨。領導納粹黨的希特勒希望利用魯登道夫的號召力奪權，但他也尋求卡爾和三人執政團的支援；然而，執政團沒有支持希特勒的意願，他們也有自己的盤算。:126儘管卡爾對希特勒有所疑慮，但他對軟弱的威瑪共和尚保有一線支持，同情柏林反對極右派的立場。類似希特勒惡名昭彰的言論，卡爾在1923年10月19日一場政府高級官員的聚會中表示，德國真正的問題是「兩種世界觀的決戰將決定德國人民的未來──國際馬克思主義與猶太人，對決日耳曼民族」。沿著這條思路，卡爾並不同於常見的保守派，他認定的外來威脅是戰間期德國意識形態的典型特徵，為此，德國必須選邊站；為此，卡爾與他的同伴質疑威瑪政府的軟弱，威瑪憲法亦不適用於當下的德國。
然而，柏林方面對極右派活動的嚴令禁止仍使卡爾出現動搖，巴伐利亞極右派發動的反對支付戰爭賠款的活動沒有影響柏林的決心，對方已提出了軍事介入的警告，塞克特將軍（他曾被極右派視為國家元首的潛在人選）的部隊隨時可能採取行動。在塞克特的壓迫下，卡爾與三人執政團失去信心，他們要求希特勒和他的戰鬥團（Kampfbund）暫緩動作，但後者並未聽從，仍執意趁情勢尚未轉變時起事。:99–102:125

### 啤酒館政變
1923年11月8日，希特勒率領衝鋒隊闖入了慕尼黑的公民啤酒館，當時卡爾正和他的三千名支持者在此集會。希特勒中斷了卡爾的演說，宣布革命已經開始，他將與魯登道夫組織新政府，並威脅卡爾、塞瑟爾、洛索等人支持他。:128-129希特勒的人馬雖然一度攻佔了軍隊與警察的總部，但軍警都沒有響應；卡爾等三人也被釋放，隨即表態壓制政變。即便情勢不利，希特勒在次日仍率領他的支持者進入巴伐利亞戰爭部，宣布推翻政府、揭開「進軍柏林」的序幕。這齣鬧劇立刻被警察擊潰，:130–13116名納粹黨人與4名警察身亡，:111–113 希特勒等人被捕。卡爾在政變中的行動也讓他得到了巴伐利亞右翼民族主義者的支持。
卡爾在1924年2月16日辭去州務委員職務，這是在共和國總理馬克斯與邦總理克尼林於1月18日密議後的決定，要求卡爾、洛索兩人去職。此後，卡爾仍在邦法院擔任要職，但未再進入權力核心，後於1927年自政府退休。

### 死亡
1934年6月30日，在惡名昭彰的「長刀之夜」中，卡爾因曾在啤酒館政變時背棄了希特勒，而遭到納粹黨人所殺。他被從慕尼黑的家中綁架到達豪集中營，並被集中營指揮官艾克下令殺害。史家奇爾德斯（Thomas Childers）指出，卡爾被帶到集中營附近的沼澤，並被人用斧頭砍殺，在此之前可能已被射殺，他的遺骸在幾天後被發現，實際行兇者可能是納粹黨人康邱斯特（Johann Kantschuster）。